# Сероголовая чайка

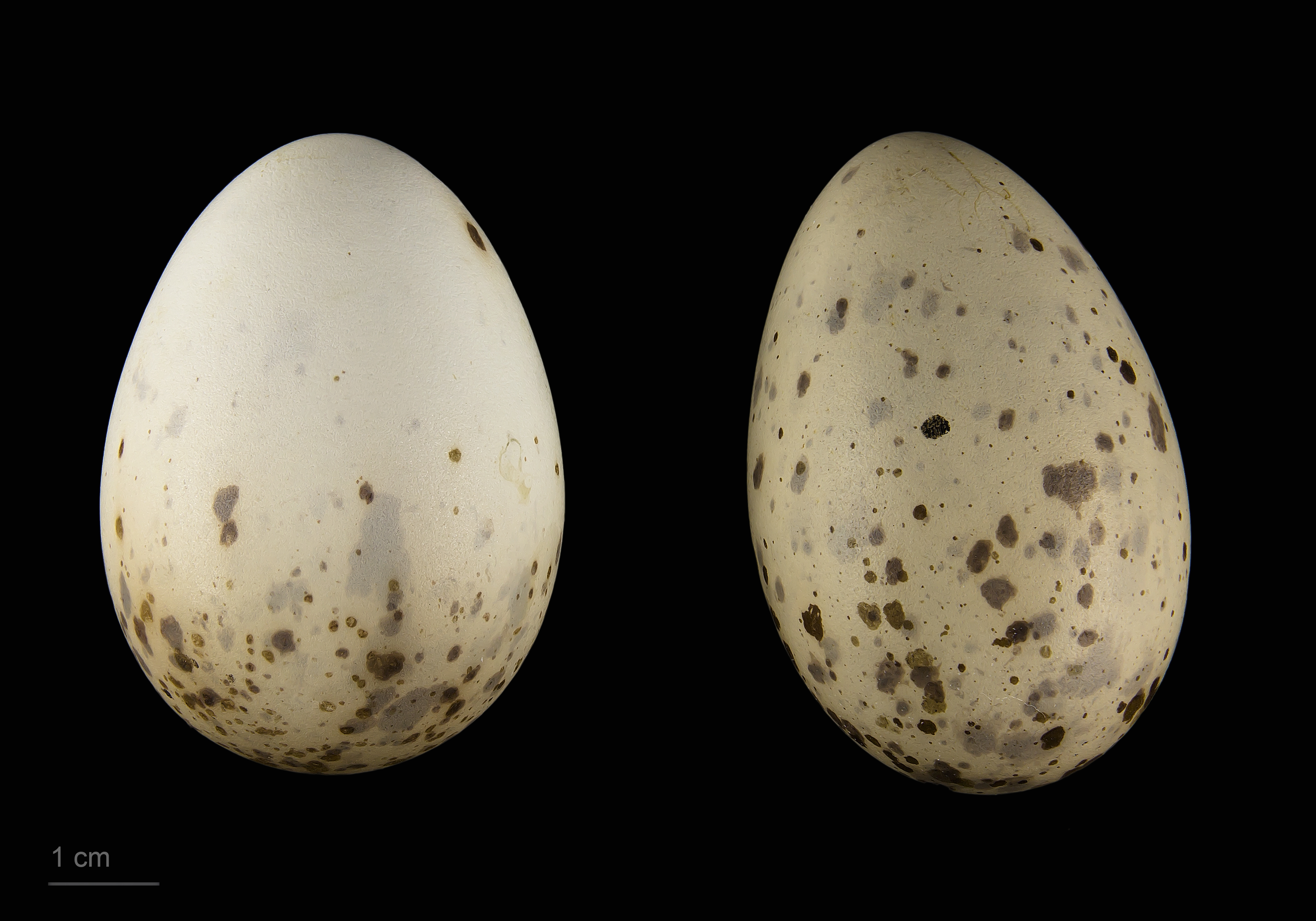
яйцо Chroicocephalus cirrocephalus - Тулузский музеум

Сероголовая чайка (лат. Chroicocephalus cirrocephalus) — вид птиц из семейства чайковых (Laridae).
Длина тела 42 см. Летом взрослые птицы имеют светло-серую голову, серое тело. Брюхо от тёмно-серого до чёрного цвета. Выраженный половой диморфизм отсутствует. Южноамериканские подвиды немного больше и светлее.
Этот вид гнездится в Южной Америке и Африке южнее Сахары. Совершают сезонные миграции в Испанию и Северную Америку. Гнездятся большими колониями в зарослях тростника и болотах. Это прибрежные птицы, которые редко встречаются в открытом море, далеко от земли.
Гнездятся на земле, в гнезде два или три яйца. Молодые птицы становятся половозрелыми на второй год.